# 白垛乡
白垛乡，是中华人民共和国贵州省黔东南苗族侗族自治州施秉县下辖的一个乡镇级行政单位。

## 行政区划
白垛乡下辖以下地区：
白垛村、王家村、谷定村、石家湾村、胜溪村、新光村和半河村。